# 谷穂ちろる
谷穂 ちろる（やほ ちろる、本名不明、生年月日不明-）は日本の作詞家。

## 概要
- 80年代中盤、おニャン子クラブメンバーのソロ作品への楽曲提供で頭角を現す。後期の河合その子からの信頼は厚く、自作曲アルバム2枚の作詞をほとんど任された。
- また、近年、福耳へ楽曲提供をした。
- Folder5への提供楽曲では、谷穂チロル名義。
- 河合その子、杏子のいずれにも「谷穂ちろるちゃん」と呼ばれている。
- 本名、生年月日等、個人情報の不明点が多いのは、本人が作品以外の側面でメディアに露出することが極めて稀だからであり、公式サイト等も持たない。ペンネームは“ヤッホー”とチロルから。

2020年の時点で制作活動は確認出来ない。

## 作品

### 1984年
| 発売日   | アーティスト | 曲名                     | 作詞者     | 作曲者     | 編曲者   | 種別         | 収録アルバム |
| -------- | ------------ | ------------------------ | ---------- | ---------- | -------- | ------------ | ------------ |
| 03月21日 | 宇沙美ゆかり | と・き・め・きタイフーン | 谷穂ちろる | いけたけし | 鷺巣詩郎 | カップリング | 蒼い多感期   |

### 1985年
| 発売日   | アーティスト | 曲名           | 作詞者     | 作曲者   | 編曲者   | 種別         | 収録アルバム                                 |
| -------- | ------------ | -------------- | ---------- | -------- | -------- | ------------ | -------------------------------------------- |
| 03月05日 | 松尾羽純     | 聴かせて恋習曲 | 谷穂ちろる | 後藤次利 | 後藤次利 | アルバム     | ラ・ス・ト（おかわりシスターズ）             |
| 08月05日 | 結城貢       | 小言           | 谷穂ちろる | 小倉良   | 小林信吾 | カップリング | 女子大生にまかせなさい!!（オールナイターズ） |

### 1986年
| 発売日   | アーティスト | 曲名               | 作詞者     | 作曲者   | 編曲者   | 種別     | 収録アルバム       |
| -------- | ------------ | ------------------ | ---------- | -------- | -------- | -------- | ------------------ |
| 12月10日 | 吉沢秋絵     | 流星のマリオネット | 谷穂ちろる | 山梨鐐平 | 瀬尾一三 | シングル | 流星のマリオネット |

### 1987年
| 発売日   | アーティスト         | 曲名               | 作詞者     | 作曲者     | 編曲者                     | 種別     | 収録アルバム       |
| -------- | -------------------- | ------------------ | ---------- | ---------- | -------------------------- | -------- | ------------------ |
| 02月25日 | ヒルビリー・バップス | ビシバシ純情!      | 谷穂ちろる | 馬飼野康二 | 馬飼野康二                 | シングル | ビシバシ純情!      |
| 05月25日 | ヒルビリー・バップス | 僕たちのピリオド   | 谷穂ちろる | 馬飼野康二 | 馬飼野康二・Hillbilly Bops | シングル | 僕たちのピリオド   |
| 06月21日 | 柴田恭兵             | FUGITIVE           | 谷穂ちろる | 羽田一郎   | 瀬尾一三                   | シングル | SHOUT              |
| 10月25日 | ヒルビリー・バップス | 真夜中をつっぱしれ | 谷穂ちろる | 肝沢幅二   | Hillbilly Bops・森英治     | シングル | 真夜中をつっぱしれ |
| 11月25日 | 平山みき             | メインキャスト     | 谷穂ちろる | 松尾清憲   | 鷺巣詩郎                   | アルバム | CHESS              |

7月15日　早見優　真夏のSNIPER

### 1988年
| 発売日   | アーティスト | 曲名                 | 作詞者     | 作曲者   | 編曲者   | 種別     | 収録アルバム         |
| -------- | ------------ | -------------------- | ---------- | -------- | -------- | -------- | -------------------- |
| 03月21日 | 我妻佳代     | ひとさし指のワイパー | 谷穂ちろる | 和泉一弥 | 中村哲   | シングル | ひとさし指のワイパー |
| 04月27日 | 原田知世     | 太陽になりたい       | 谷穂ちろる | 後藤次利 | 後藤次利 | シングル | 太陽になりたい       |
| 07月21日 | 我妻佳代     | Seキララで行こう！   | 谷穂ちろる | 安藤高弘 | 鷺巣詩郎 | シングル | Seキララで行こう！   |
| 09月01日 | 相楽晴子     | 眠れる渚のSEASON     | 谷穂ちろる | 朝倉紀幸 | 新川博   | シングル | 眠れる渚のSEASON     |

### 1989年
| 発売日   | アーティスト | 曲名             | 作詞者     | 作曲者     | 編曲者     | 種別     | 収録アルバム          |
| -------- | ------------ | ---------------- | ---------- | ---------- | ---------- | -------- | --------------------- |
| 01月21日 | 松本伊代     | 土曜日のParty    | 谷穂ちろる | KAN        | 新川博     | アルバム | Private File          |
| 03月21日 | 河合その子   | Libra            | 谷穂ちろる | 河合その子 | Todd Yvega | アルバム | Dancin' In The Lights |
| 03月21日 | 河合その子   | 生まれたままの風 | 谷穂ちろる | 河合その子 | Todd Yvega | アルバム | Dancin' In The Lights |
| 07月01日 | 南野陽子     | へんなの!!       | 谷穂ちろる | 柴矢俊彦   | 柴矢俊彦   | シングル | へんなの!!            |

### 1990年
| 発売日   | アーティスト | 曲名                  | 作詞者     | 作曲者   | 編曲者   | 種別         | 収録アルバム          |
| -------- | ------------ | --------------------- | ---------- | -------- | -------- | ------------ | --------------------- |
| 11月21日 | 七つ星       | リボン結びのWAKU WAKU | 谷穂ちろる | 上田知華 | 清水信之 | シングル     | リボン結びのWAKU WAKU |
| 11月21日 | 七つ星       | 12月の特別な夜        | 谷穂ちろる | TSUKASA  | 清水信之 | カップリング | リボン結びのWAKU WAKU |

### 2000年
| 発売日   | アーティスト | 曲名         | 作詞者     | 作曲者         | 編曲者         | 種別     | 収録アルバム |
| -------- | ------------ | ------------ | ---------- | -------------- | -------------- | -------- | ------------ |
| 08月23日 | Folder5      | AMAZING LOVE | 谷穂チロル | Time Machine   | Time Machine   | シングル | AMAZING LOVE |
| 11月29日 | Folder5      | Believe      | 谷穂チロル | GROOVE SURFERS | GROOVE SURFERS | シングル | Believe      |

### 2001年
| 発売日   | アーティスト | 曲名       | 作詞者     | 作曲者         | 編曲者         | 種別     | 収録アルバム   |
| -------- | ------------ | ---------- | ---------- | -------------- | -------------- | -------- | -------------- |
| 7月25日  | folder5      | GEMINI     | 谷穂ちろる | GROOVE SURFERS | GROOVE SURFERS | アルバム | HYPER GROOVE 1 |
| 7月25日  | folder5      | HEART BEAT | 谷穂ちろる | GROOVE SURFERS | GROOVE SURFERS | アルバム | HYPER GROOVE 1 |
| 11月14日 | folder5      | GO AHEAD!! | 谷穂チロル | t-kimura       | t-kimura       | シングル | GO AHEAD!!     |

### 2002年
| 発売日   | アーティスト | 曲名           | 作詞者           | 作曲者   | 編曲者             | 種別     | 収録アルバム   |
| -------- | ------------ | -------------- | ---------------- | -------- | ------------------ | -------- | -------------- |
| 05月29日 | Folder5      | MY MIRACLE     | 谷穂チロル       | 上野浩司 | 上野浩司           | シングル | MY MIRACLE     |
| 07月17日 | 福耳         | 10 Years After | 杏子・谷穂ちろる | 山崎将義 | スガシカオ・森俊之 | シングル | 10 Years After |

| 発売日   | アーティスト | 曲名           | 作詞者     | 作曲者   | 編曲者 | 種別         | 収録アルバム   |
| -------- | ------------ | -------------- | ---------- | -------- | ------ | ------------ | -------------- |
| 07月23日 | 福耳         | SUMMER of LOVE | 谷穂ちろる | 佐藤洋介 | 間宮工 | シングル     | SUMMER of LOVE |
| 07月23日 | 福耳         | ALL OVER AGAIN | 谷穂ちろる | M&G      | 間宮工 | カップリング | SUMMER of LOVE |

### アニメ
- げらげらブース物語
  - 君のフリーダム（歌：Waffle、作曲：Frankie.T、編曲:松井忠重、オープニングテーマ）
  - ジョークDE猛ダッシュ（歌：こおろぎ'73、作曲：Frankie.T、編曲:松井忠重、エンディングテーマ）
  - あにまるまあち（歌：Waffle、作曲：Frankie.T、編曲:松井忠重、イメージソング）
  - おっとりマイウェイ（歌：神谷明、作曲：Frankie.T、編曲:松井忠重、キャラクターソング）
  - ピクニック日和（歌：Waffle、作曲：Frankie.T、編曲:松井忠重、イメージソング）
  - 笑ってパラダイス（歌：Waffle、作曲：Frankie.T、編曲:松井忠重、イメージソング）
- ビックリマン
  - スーパーゼウスのテーマ（歌:J.M.F、作曲:タケカワユキヒデ 、編曲:KAZZ TOYAMA、イメージソング）
  - OH!ビックリマン・ワールド（歌:富沢美智恵、作曲:タケカワユキヒデ、編曲:KAZZ TOYAMA、イメージソング）
  - ビックリマン・マーチ（歌:Ammy、森の木児童合唱団、作曲:タケカワユキヒデ、編曲:KAZZ TOYAMA、イメージソング）
- 新ビックリマン
  - やっぱビックリマン!!（歌：ニッチモ、作曲:本間勇輔、編曲:山本健司、エンディングテーマ）
  - どーなってんだ!?（歌：千葉繁、作曲:タケカワユキヒデ、編曲:KAZZ TOYAMA、キャラクターソング）
  - フレンドだったりしちゃって!（歌：アイソトープ、作曲:タケカワユキヒデ、編曲:KAZZ TOYAMA、イメージソング）
- ドラゴンボールZ
  - スペース・ダンス（歌:KUKO（Waffle）、作曲：池毅、編曲：山本健司、イメージソング）
  - ピッコロさん だ〜いすき♡（歌：野沢雅子、作曲：池毅、編曲：山本健司、キャラクターソング）
- チロリン村物語
  - しゃかりきパラダイス（歌:大竹しのぶ、作曲:森田公一、編曲:矢野立美、オープニングテーマ）
  - 俺は大悪党（歌:江原正士、作曲:矢野立美、編曲:岸村正実、キャラクターソング）
  - きっときっときっと（歌:関俊彦、作曲:矢野立美、編曲:岸村正実、キャラクターソング）
  - なかよしトンクルピー（歌:日髙のり子、高山みなみ、岩井小百合、作曲:矢野立美、編曲:岸村正実、キャラクターソング）
  - 不思議の森（歌:岩井小百合、作編曲:矢野立美、キャラクターソング）
- おばけのホーリー
  - おばけのホーリー（歌:兼子由利子、作編曲:EDISON、キャラクターソング）
  - レディですもの（歌:小林優子、作編曲:EDISON、キャラクターソング）
  - ウワサのトレッパー（歌:中尾隆聖、作編曲:EDISON、キャラクターソング）
  - おばけにゃんかこわくない（歌:江原正士、作編曲:EDISON、キャラクターソング）
  - オレにまかせとけ！！（歌:滝口順平、作編曲:EDISON、キャラクターソング）
  - あ・そ・ぼ・ぜ（歌:相原勇、作編曲:Back Skippers、スペシャルオープニングテーマ）
- 勇者指令ダグオン
  - 輝け!!ダグオン（歌：Nieve、作曲：矢野立美、オープニングテーマ）
  - 風の中のプリズム（歌：Nieve、作曲:矢野立美、エンディングテーマ）
  - オレたちの友情（歌：遠近孝一/子安武人/山野井仁/結城比呂/私市淳、作曲:矢野立美、挿入歌）
  - 真紅なHERO（歌：遠近孝一、作曲:EDISON、キャラクターソング）
  - 静かなる瞳（歌：子安武人、作曲:田中公平、キャラクターソング）
  - こころ・自由自在（歌：私市淳、作曲:矢野立美、キャラクターソング）
  - Oh! My Dream（歌：石原慎一、作曲:矢野立美、ラジオドラマオープニングテーマ）
  - 君に贈る声援（エール）（歌：河合夕子、作曲:矢野立美、ラジオドラマエンディングテーマ）